# Wadino (stacja kolejowa)
Wadino (ros. Вадино) – stacja kolejowa w miejscowości Wadino, w rejonie safonowskim, w obwodzie smoleńskim, w Rosji. Położona jest na linii Durowo – Władimirskij Tupik.
Stacja istniała przed II wojną światową.